# 1989 en science-fiction
| Années de la science-fiction : 1986 - 1987 - 1988 - 1989 - 1990 - 1991 - 1992    |
| Décennies de la science-fiction : 1950 - 1960 - 1970 - 1980 - 1990 - 2000 - 2010 |

L'année 1989 a été marquée, en matière de science-fiction, par les événements suivants.

## Naissances et décès

### Naissances
- Date inconnue : Élodie Serrano, romancière et nouvelliste française.

## Prix

### Prix Hugo
- Roman : Cyteen (Cyteen) par C. J. Cherryh
- Roman court : Le Dernier des Winnebago (The Last of the Winnebagos) par Connie Willis
- Nouvelle longue : Le Chat de Schrödinger (Schrödinger's Kitten) par George Alec Effinger
- Nouvelle courte : Kirinyaga (Kirinyaga) par Mike Resnick
- Livre non-fictif : The Motion of Light in Water par Samuel R. Delany
- Film ou série : Qui veut la peau de Roger Rabbit, réalisé par Robert Zemeckis
- Éditeur professionnel : Gardner Dozois
- Artiste professionnel : Michael Whelan
- Magazine semi-professionnel : Locus, dirigé par Charles N. Brown
- Magazine amateur : File 770 (Mike Glyer, éd.)
- Écrivain amateur : Dave Langford
- Artiste amateur : Brad W. Foster et Diana Gallagher Wu (ex æquo)
- Prix Campbell : Michaela Roessner
- Prix spécial : SF-Lovers Digest pour avoir été les pionniers dans l'utilisation de bulletins électroniques pour les fans
- Prix spécial : Alex Schomburg pour l'ensemble de ses réalisations dans l'art de science-fiction

### Prix Nebula
- Roman : Healer's War par Elizabeth Ann Scarborough
- Roman court : Les Montagnes du deuil (The Mountains of Mourning) par Lois McMaster Bujold
- Nouvelle longue : Au Rialto (At the Rialto) par Connie Willis
- Nouvelle courte : Quelques rides sur la mer de Dirac (Ripples in the Dirac Sea) par Geoffrey A. Landis
- Grand maître : Ray Bradbury

### Prix Locus
- Roman de science-fiction : Cyteen (Cyteen) par C. J. Cherryh
- Roman de fantasy : Le Prophète rouge (Red Prophet) par Orson Scott Card
- Roman d'horreur : Le Sang d'immortalité (Those Who Hunt the Night) par Barbara Hambly
- Premier roman : Desolation Road (Desolation Road) par Ian McDonald
- Roman court : La Fille du chasseur d'écailles (The Scalehunter's Beautiful Daughter) par Lucius Shepard
- Nouvelle longue : The Function of Dream Sleep par Harlan Ellison
- Nouvelle courte : Eidolons par Harlan Ellison
- Recueil de nouvelles : Angry Candy par Harlan Ellison
- Anthologie : Full Spectrum par Lou Aronica et Shawna McCarthy, éds.
- Livre apparenté à la non fiction : First Maitz par Don Maitz
- Éditeur : Gardner Dozois
- Magazine : Asimov's Science Fiction
- Maison d'édition : Tor Books / St. Martin's
- Artiste : Michael Whelan

### Prix British Science Fiction
- Roman : Pyramides (Pyramids) par Terry Pratchett
- Fiction courte : In Translation par Lisa Tuttle

### Prix Arthur-C.-Clarke
- Lauréat : Unquenchable Fire par Rachel Pollack

### Prix E. E. Smith Memorial
- Lauréat : Gene Wolfe

### Prix Theodore-Sturgeon
- Lauréat : Le Chat de Schrödinger (Schrödinger's Kitten) par George Alec Effinger

### Prix Lambda Literary
- Fiction spéculative : Skiptrace par Antoinette Azolakov (en)

### Prix Seiun
- Roman japonais : Babylonia wabe par Akira Hori

### Prix Apollo
- Le Pays du fou rire (The Land of Laughs) par Jonathan Carroll

### Grand prix de l'Imaginaire
- Roman francophone : Le Créateur chimérique par Joëlle Wintrebert
- Nouvelle francophone : Étoile par Richard Canal

### Prix Kurd-Laßwitz
- Roman germanophone : New York ist himmlisch par Norbert Stöbe

## Parutions littéraires

### Anthologies et recueils de nouvelles
- Univers 1989

### Nouvelles
- Équilibre par Mike Resnick.

## Sorties audiovisuelles

### Films
- Abyss par James Cameron.
- Chérie, j'ai rétréci les gosses par Joe Johnston.
- Bunker Palace Hôtel par Enki Bilal.
- Cocoon, le retour par Daniel Petrie.
- Futur immédiat, Los Angeles 1991 par Graham Baker.
- La Mouche 2 par Chris Walas.
- Une grande excursion par Nick Park.
- Retour vers le futur II par Robert Zemeckis.
- L'Excellente Aventure de Bill et Ted par Stephen Herek.
- Le Sang des héros par David Webb Peoples.
- Leviathan par George P. Cosmatos.
- Péril sur la Lune par Robert Dyke.
- Star Trek 5 : L'Ultime Frontière par William Shatner.
- Tetsuo  par Shin'ya Tsukamoto.

### Téléfilms
- Le Procès de l'incroyable Hulk par Bill Bixby.